# Marcelo Galo
Antonio Marcelo Galo, mais conhecido como Marcelo Galo (São Paulo, 6 de julho de 1967), é um jogador de futebol de salão brasileiro que atuava como goleiro. Atualmente mora na cidade de Recife no Estado de Pernambuco.

## Carreira

### Início e trajetória futebolística
O experiente goleiro Marcelo Galo iniciou e desenvolveu grande parte de sua trajetória futebolística jogando futsal (FIFA). Conquistou vários títulos jogando nas principais equipes do futsal paulista no final da década de 1980, até meados da década de 1990. Defendeu as equipes do  G.R.C. Castor ,  S.E. Palmeiras ,  A.D.C. Eletropaulo  e   G.R.E. Yanai Toyo Tex , nos principais torneios de São Paulo.

### Retorno ao alto nível
O atleta nunca abandonou as quadras e as competições, e decidiu voltar a competir em alto nível, só que desta vez jogando futebol de Salão (AMF). Após se destacar no Campeonato Paulista de Futebol de Salão - AMF, conquistando o bicampeonato pela equipe do Sindpd; foi convocado para a Seleção Brasileira de Futebol de Salão para participar dos Jogos Mundiais de 2013 na cidade de Cali na Colômbia. Competição está em que o Brasil conquistou a medalha de bronze.
Destaque também nos Jogos Mundiais na Colômbia, chamou a atenção da CNC Bugavision, emissora de televisão colombiana da cidade de Guadalajara de Buga, por ser o goleiro veterano dos jogos em plena atividade, defendendo o Brasil aos 46 anos de idade.

## Títulos

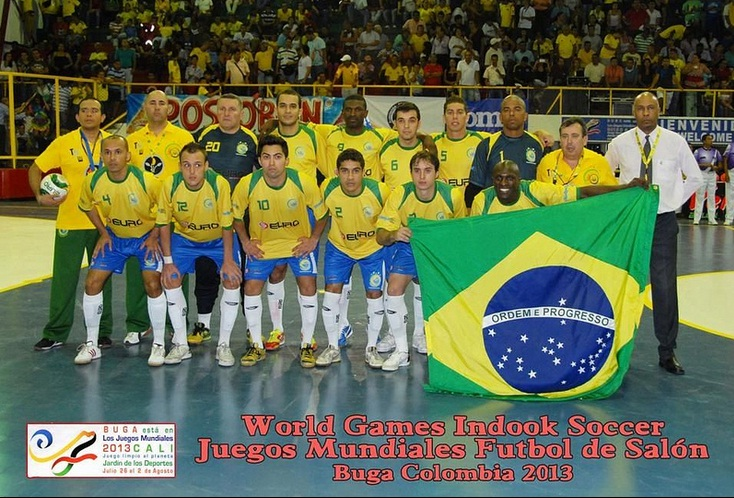
Seleção Brasileira de Futebol de Salão - Medalha de bronze nos Jogos Mundiais em 2013.

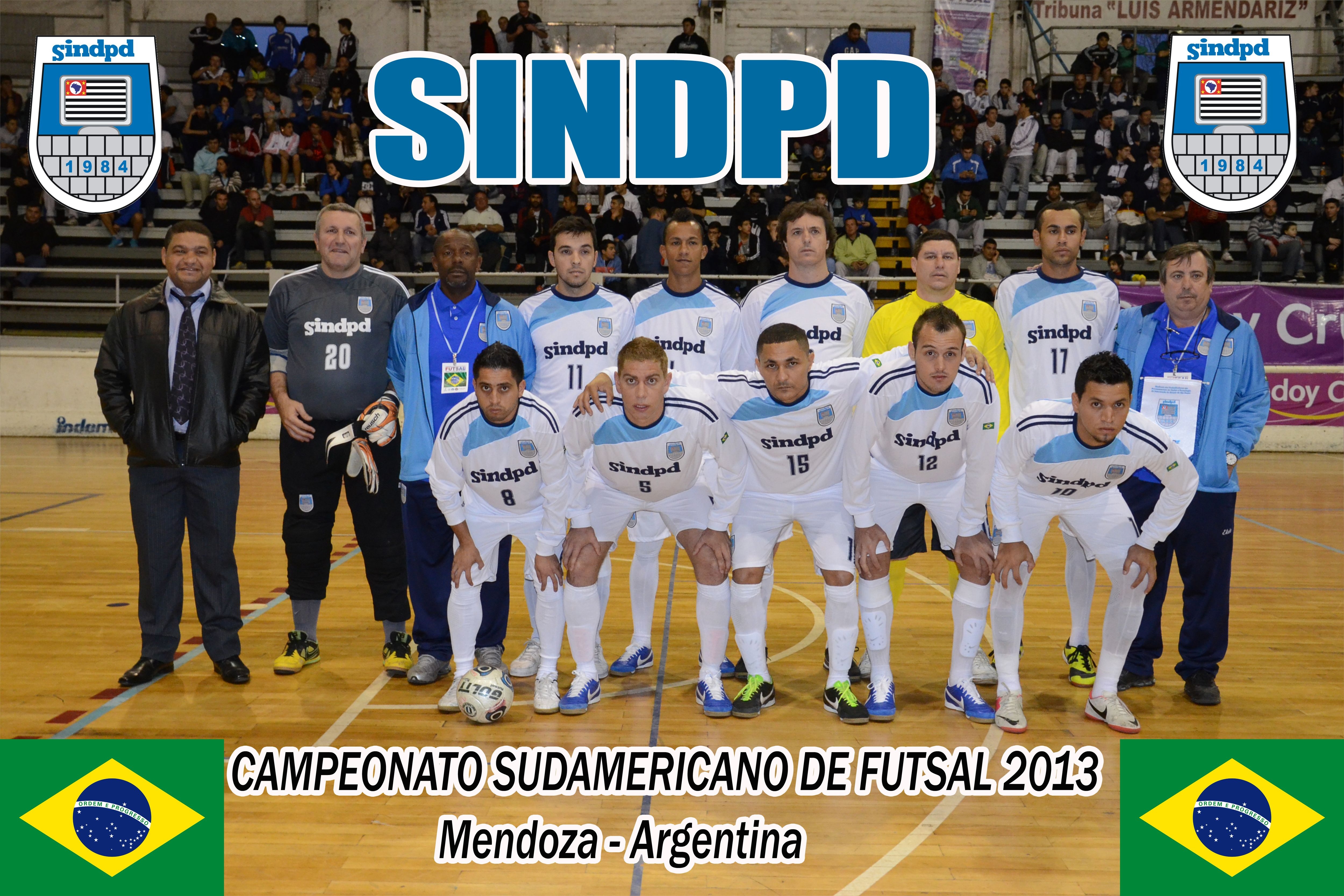
Marcelo Galo defendendo a equipe do Sindpd no Campeonato Sul-Americano de Futebol de Salão na Argentina em 2013.

### Como jogador (futsal)

#### Campeão
G.R.C. Castor
- Campeonato Estadual - prata - principal: 1988 e 1990

S.E. Palmeiras
- Campeonato Metropolitano - ouro - principal: 1993

G.R.E. Yanai Toyo Tex
- Campeonato Metropolitano - prata - principal: 1996

#### Vice-campeão
G.R.C. Castor
- Campeonato Metropolitano - prata - principal: 1989
- Troféu Cidade de São Paulo - principal: 1990

A.D.C. Eletropaulo
- Troféu Cidade de São Paulo - principal: 1991

S.E. Palmeiras
- Campeonato Estadual - ouro - principal: 1993

### Como jogador (futebol de salão)

#### Campeão
Sindpd
- Campeonato Paulista de Futebol de Salão - principal: 2012,[3] 2013 e 2014.[4]
- Copa Kaizen de Futebol de Salão - principal: 2012.[5]
- Copa Brasil de Clubes - principal: 2015.

Seleção Brasileira
- IX Jogos Mundiais/The World Games : Cali -  2013.   - Medalha de bronze

## Prêmios individuais
Melhores do Ano
- Troféu tênis de ouro - principal - G.R.C. Castor: 1989
- Troféu tênis de ouro - veterano - Sindpd:[6] 2006

Melhor Goleiro
- Campeonato Sul-Americano de Clubes de Futebol de Salão - principal - Sindpd: 2014
- Campeonato Paulista de Futebol de Salão - principal - Sindpd: 2014
- Copa Brasil de Clubes - principal - Sindpd: 2015